# Boyd Gordon
Boyd Gordon, född 19 oktober 1983, är en kanadensisk professionell ishockeyspelare som spelar för Philadelphia Flyers i NHL. Han har tidigare representerat Washington Capitals, Phoenix Coyotes, Edmonton Oilers och Arizona Coyotes.
Gordon draftades i första rundan i 2002 års draft av Washington Capitals som 17:e spelare totalt.